# الدوري الإنجليزي لكرة القدم 1987–88
الدوري الإنجليزي لكرة القدم 1987–88 (بالإنجليزية: 1987–88 Football League)‏ هو موسم من دوري كرة القدم الإنجليزي. فاز فيه نادي ليفربول.